# Oxychilus lentiformis
Oxychilus lentiformis is een slakkensoort uit de familie van de Oxychilidae. De wetenschappelijke naam van de soort is voor het eerst geldig gepubliceerd in 1882 door Kobelt.